# Friedrich Siebenrock
Friedrich Siebenrock (Schörfling am Attersee, 20 januari 1853 – aldaar, 28 januari 1925) was een Oostenrijks zoöloog, gespecialiseerd in schildpadden en krokodillen.
Siebenrock studeerde zoölogie aan de universiteiten van Innsbruck en Wenen. Na zijn studie werkte hij als vrijwilliger in het Naturhistorisches Museum Wien. Later werd hij er custos (conservator) in de afdeling Zoölogie. Siebenrock beschreef talrijke soorten voor het eerst wetenschappelijk; daaronder de onechte spitskopschildpad, de Annam-waterschildpad, de spleetschildpad en de schildpaddensoorten Palea steindachneri en Chelodina steindachneri, beide genoemd naar Franz Steindachner die de directeur (intendant) was van het museum van 1898 tot 1919.
Hij werkte gedurende zijn hele carrière voor het Weens museum. Voor zijn verdiensten voor het museum werd hij in 1920 benoemd tot Hofrat. Hij werd ook geridderd in de Frans Jozef-orde.

## Eponymie
Naar Siebenrock zijn onder meer genoemd:
- het geslacht Siebenrockiella
- Chelodina siebenrocki (Werner, 1901)
- Latastia siebenrocki (Tornier, 1905)
- Pleurotoma (Clavus) siebenrocki (Sturany, 1900)
- Parvamussium siebenrocki (Sturany, 1901)